# Jason Ritter
Jason Morgan Ritter (17 de Fevereiro de 1980, Los Angeles, Califórnia) é um ator estadunidense, filho do ator John Ritter e da atriz Nancy Morgan. Ele é conhecido por seus papéis como Kevin Girardi na série Joan of Arcadia e Mark Cyr na série Parenthood, pela qual recebeu uma indicação ao Emmy.

## Biografia
Ritter nasceu em 17 de fevereiro de 1980 em Los Angeles, Califórnia, filho dos atores John Ritter e Nancy Morgan. Ele também é neto dos atores Tex Ritter e Dorothy Fay e enteado da atriz Amy Yasbeck.
Ele frequentou o ensino médio na Crossroads School em Santa Mônica, com Simon Helberg, que se tornou seu colega de quarto na Universidade de Nova York, onde se graduou como ator em 2002. Também estudou no Atlantic Theater Company e na Royal Academy of Dramatic Art, em Londres.
De outubro de 1999 a 2013, Ritter teve um relacionamento com a atriz Marianna Palka. Eles se conheceram enquanto estudavam na Atlantic Theatre Company, em Nova York. Em 2017, Ritter ficou noivo da atriz Melanie Lynskey após quatro anos de namoro. O casal deu à luz a uma menina, em dezembro de 2018.

## Carreira
Sua primeira aparição na televisão foi em um episódio da série Three's Company, protagonizada por seu pai. Em 2003, Ritter conseguiu seu primeiro papel de destaque no cinema no filme de terror Freddy vs. Jason como Will Rollins. No mesmo ano também conseguiu um papel importante na televisão, na série Joan of Arcadia, como Kevin Girardi, irmão de Joan que ficou paraplégico após sofrer um acidente de carro. Ele apareceu também apareceu nos filmes Raise Your Voice, Happy Endings e W.
Em 2010, ele teve um papel recorrente na série Parenthood, como Mark Cyr, um professor de inglês e interesse amoroso da personagem de Lauren Graham. Sua performance no programa lhe rendeu uma indicação ao Emmy Award de "Melhor ator Convidado em Série de Drama" em 2012.
De 2017 a 2018, protagonizou a série Kevin (Probably) Saves the World, como Kevin Finn. Em 2019, começou na série Raising Dion, da Netflix, como Patt. No mesmo ano, participou da série A Million Little Things, como Eric.

## Filmografia

### Filmes
| Ano  | Filme                               | Personagem           | Notas                 |
| 1991 | The Real Story of O Christmas Tree  | Rodney               | Curta-metragem        |
| 1999 | Mumford                             | Martin Brockett      |                       |
| 2001 | Earth Day                           | Jack                 | Voz; Curta-metragem   |
| 2002 | PG                                  | Paul                 | Curta-metragem        |
| 2002 | Swimfan                             | Randy                |                       |
| 2003 | Smash the Kitty                     | Josh                 | Curta-metragem        |
| 2003 | Freddy vs. Jason                    | Will Rollins         |                       |
| 2004 | Raise Your Voice                    | Paul Fletcher        |                       |
| 2005 | Perceptions                         | Michael              |                       |
| 2005 | Happy Endings                       | Otis McKee           |                       |
| 2005 | Our Very Own                        | Clancy Whitfield     |                       |
| 2005 | Placebo                             | Daniel               |                       |
| 2006 | Lenexa, 1 mile                      | Sean Hickey          |                       |
| 2006 | The Wicker Man                      | Cara do Bar 2        |                       |
| 2007 | The Education of Charlie Banks      | Mick                 |                       |
| 2008 | The Deal                            | Lionel Travitz       |                       |
| 2008 | Good Dick                           | George               | Também foi Produtor   |
| 2008 | W.                                  | Jeb Bush             |                       |
| 2009 | The Perfect Age of Rock 'n' Roll    | Eric Genson          |                       |
| 2009 | Peter and Vandy                     | Peter                |                       |
| 2010 | The Dry Land                        | Michael              |                       |
| 2011 | A Bag of Hammers                    | Benjamin Platt       |                       |
| 2011 | The Perfect Family                  | Frank Cleary Jr.     |                       |
| 2011 | The Brooklyn Brothers Beat the Best | Kyle                 |                       |
| 2011 | A Bag of Hammers                    | Ben "Benjamin" Platt |                       |
| 2012 | Free Samples                        | Wally                |                       |
| 2013 | The Big Ask                         | Owen                 |                       |
| 2013 | The East                            | Tim                  |                       |
| 2013 | The End of Love                     | Jason                |                       |
| 2013 | Call Me Crazy: A Five Film          | Bruce                | Telefilme da Lifetime |
| 2014 | Hits                                | Julian               |                       |
| 2014 | Wild Canaries                       | Damien Anders        |                       |
| 2014 | There's Always Woodstock            | Garret               |                       |
| 2014 | About Alex                          | Alex                 |                       |
| 2014 | 7 Minutes                           | Mike                 |                       |
| 2014 | You're Not You                      | Will                 |                       |
| 2014 | We'll Never Have Paris              | Kurt                 |                       |
| 2015 | The Steps                           | Jeff                 |                       |
| 2015 | Embers                              | Guy                  |                       |
| 2015 | The Meddler                         | Jacob                |                       |
| 2015 | Always Worthy                       | Jeff Fedrick         |                       |
| 2016 | The Intervention                    | Matt                 |                       |
| 2016 | Carrie Pilby                        | Matt                 |                       |
| 2017 | The Labyrinth                       | Usher                |                       |
| 2017 | Bitch                               | Bill Hart            |                       |
| 2018 | The Tale                            | Bill                 | Telefilme da HBO      |
| 2019 | Frozen II                           | Ryder                | Voz                   |

### Televisão
| Ano        | Título                                     | Personagem                | Nota                                                             |
| ---------- | ------------------------------------------ | ------------------------- | ---------------------------------------------------------------- |
| 1990       | The Dreamer of Oz: The L. Frank Baum Story | Harry Neal Baum           | Filme para Televisão                                             |
| 1999       | Days of Our Lives                          | Todd                      | Elenco Regular (temporada 34)                                    |
| 1999       | Undressed                                  | Allan                     | Elenco Regular (temporada 3)                                     |
| 2001       | Law & Order                                | Nick Simms                | "Teenage Wasteland" (Temporada 11,Episódio 12)                   |
| 2002       | Hack                                       | Hack                      | "My Brother's Keeper" (temporada 1, Episódio 5)                  |
| 2003       | Law & Order: Special Victims Unit          | Billy Baker               | "Dominance" (Temporada 4, Episódio 20)                           |
| 2003-2005  | Joan of Arcadia                            | Kevin Girardi             | Elenco Regular; 45 espisódios                                    |
| 2006-2007  | The Class                                  | Ethan Haas                | Papel Principal;19 espisódios                                    |
| 2007       | Punk'd                                     | Ele mesmo                 | Temporada 8, episódio 6                                          |
| 2009       | WWII in HD                                 | Jack Yusen (voz)          | Elenco Regular; 2 episódios                                      |
| 2009       | Mercy                                      | Gabe Tyler                | "Some of Us Have Been to the Desert" (Temporada 1, Episódio 9)   |
| 2010       | Macy's Thanksgiving Day Parade             | Ele mesmo                 | Apresentador                                                     |
| 2010-2011  | The Event                                  | Sean Walker               | Elenco Regular; 22 episódios                                     |
| 2010-2014  | Parenthood                                 | Mark Cyr                  | Elenco Recorrente; 32 episódios                                  |
| 2012       | County                                     | Jack Malloy               | Piloto                                                           |
| 2012-2016  | Gravity Falls                              | Dipper Pines              | Papel Principal; 40 episódios; Voz                               |
| 2013       | Robot Chicken                              | Reindeer / Sergeant (voz) | "Born Again Virgin Christmas Special" (Temporada 6, Episódio 21) |
| 2013-2016  | Drunk History                              | Vários Personagens        | 7 episódios                                                      |
| 2014       | Us & Them                                  | Gavin Shipman             | Papel Principal; 7 episódios                                     |
| 2014       | Person of Interest                         | Simon Lee                 | "Prophets" (Temporada 4, Episódio 5)                             |
| 2014       | Key & Peele                                | Male Customer             | "Concussion Quarterback" (Temporada 4, Episódip 5)               |
| 2014       | Garfunkel and Oates                        | Jason                     | "Maturity" (Temporada 1, Episódio 8)                             |
| 2015-2016  | Girls                                      | Scott                     | Elenco Recorrente; 5 episódios                                   |
| 2015-2016  | Another Period                             | Frederick Bellacourt      | Elenco Regular; 16 episódios                                     |
| 2016       | Wander Over Yonder                         | Skipper (voz)             | "The Cartoon" (Temporada 2, Episódio 13)                         |
| 2016       | Goliath                                    | FBI Agent Farley          | 3 episódios                                                      |
| 2016       | Gilmore Girls: A Year in the Life          | Ranger Bill               | Episódio: "Fall"                                                 |
| 2017- 2018 | Kevin (Probably) Saves the World           | Kevin Finn                | Papel Principal; 16 episódios                                    |
| 2017- 2018 | Skylanders Academy                         | Dark Spyro                | 12 episódios                                                     |
| 2019–2020  | A Million Little Things                    | Eric                      | 9 episódios                                                      |
| 2019-2022  | Raising Dion                               | Pat                       | Elenco Regular                                                   |
| 2020       | Superstore                                 | Josh Simms                | Episódio: "Customer Safari"                                      |

## Ligações Externas
- Jason Ritter. no IMDb.